# Liscannor
Liscannor (Iers: Lios Chonchubhair) is een plaats in Ierland, gelegen in het westelijk deel van County Clare ten zuiden van de kliffen van Moher, nabij Lahinch en Ennistymon, aan de Atlantische Oceaan.
De plaats telt ongeveer vierhonderd inwoners en heeft een eigen haven. Liscannor telt een groot aantal vakantiehuizen en hotels waardoor de bevolking in de zomerperiode verveelvoudigt.
Liscannor is de geboorteplaats van John Philip Holland (1841-1914), de uitvinder die het eerste praktische model van de onderzeeboot maakte.